# Зайчий Врх
Зайчий Врх (словен. Zajčji Vrh) — поселення в общині Чрномель, Південно-Східна Словенія, Словенія. Висота над рівнем моря: 177,5 м.